# Liten knottmossa
Liten knottmossa (Rhabdoweisia fugax) är en bladmossart som beskrevs av Bruch och W. P. Schimper in B.S.G. 1846. Liten knottmossa ingår i släktet knottmossor, och familjen Rhabdoweisiaceae. Arten är reproducerande i Sverige. Inga underarter finns listade i Catalogue of Life.